# مايلز شابن
مايلز شابن (بالإنجليزية: Miles Chapin)‏ هو ممثل أمريكي، ولد في 6 ديسمبر 1954 في نيويورك في الولايات المتحدة.

## أعمال

### أفلام
- (1996) الشعب ضد لاري فلينت[3]
- (1999) رجل على القمر[4]

## وصلات خارجية
- مايلز شابن على موقع IMDb (الإنجليزية)
- مايلز شابن على موقع ألو سيني (الفرنسية)
- مايلز شابن على موقع أول موفي (الإنجليزية)
- مايلز شابن على موقع قاعدة بيانات برودواي على الإنترنت (الإنجليزية)
- مايلز شابن على موقع قاعدة بيانات الأفلام السويدية (السويدية)
- مايلز شابن على موقع قاعدة بيانات الفيلم (الإنجليزية)
- مايلز شابن على موقع كينوبويسك (الروسية)